# Municipio de Columbia (Dakota del Sur)
El municipio de Columbia (en inglés: Columbia Township) es un municipio ubicado en el condado de Brown en el estado estadounidense de Dakota del Sur. En el año 2010 tenía una población de 107 habitantes y una densidad poblacional de 0,86 personas por km².

## Geografía
El municipio de Columbia se encuentra ubicado en las coordenadas 45°38′23″N 98°14′19″O / 45.63972, -98.23861. Según la Oficina del Censo de los Estados Unidos, el municipio tiene una superficie total de 124,94 km², de la cual 123,64 km² corresponden a tierra firme y (1,04 %) 1,3 km² es agua.

## Demografía
Según el censo de 2010, había 107 personas residiendo en el municipio de Columbia. La densidad de población era de 0,86 hab./km². De los 107 habitantes, el municipio de Columbia estaba compuesto por el 97,2 % blancos, el 0,93 % eran asiáticos y el 1,87 % pertenecían a dos o más razas. 